# 연농어목
연농어목(Percopsiformes)은 측극기류에 속하는 조기어류 목의 하나이다. 3개 과에 9종으로만 이루어져 있다. 일반적으로 작은 물고기이며, 다 자랐을 때 크기가 5~20 cm정도이다. 북아메리카의 담수에서 서식한다.

## 하위 과
- 동굴고기과 (Amblyopsidae) - 5속 6종
- 해적농어과 (Aphredoderidae) - 1속 1종
- 페르콥시스과 (Percopsidae) - 1속 2종

## 계통 분류
2016년 베탕쿠르(Betancur) 등의 연구에 의한 계통 분류는 다음과 같다.
| Zeiariae | 달고기목                                                  |
|          | 달고기목                                                  |
| Gadariae | \| \| 스틸레포루스목 \| \| \| \| \| \| 대구목 \| \| \| \| |
|          | \| \| 스틸레포루스목 \| \| \| \| \| \| 대구목 \| \| \| \| |
|          | 스틸레포루스목                                            |
|          |                                                           |
|          | 대구목                                                    |
|          |                                                           |

|  | 스틸레포루스목 |
|  |                |
|  | 대구목         |
|  |                |

| Zeiariae | 달고기목                                                  |
|          | 달고기목                                                  |
| Gadariae | \| \| 스틸레포루스목 \| \| \| \| \| \| 대구목 \| \| \| \| |
|          | \| \| 스틸레포루스목 \| \| \| \| \| \| 대구목 \| \| \| \| |
|          | 스틸레포루스목                                            |
|          |                                                           |
|          | 대구목                                                    |
|          |                                                           |

|  | 스틸레포루스목 |
|  |                |
|  | 대구목         |
|  |                |